# A Szovjetunió az 1976. évi téli olimpiai játékokon
A Szovjetunió az ausztriai Innsbruckban megrendezett 1976. évi téli olimpiai játékok egyik részt vevő nemzete volt. Az országot az olimpián 9 sportágban 79 sportoló képviselte, akik összesen 27 érmet szereztek.

## Érmesek
| Érem  | Versenyző | Sportág        | Versenyszám                  |
| ----- | --- | -------------- | ---------------------------- |
| Arany | Nyikolaj Kruglov | Biatlon        | Férfi 20 km egyéni indításos |
| Arany | Alekszandr Jelizarov Ivan Bjakov Nyikolaj Kruglov Alekszandr Tyihonov | Biatlon        | Férfi 4 × 7,5 km váltó       |
| Arany | Jevgenyij Kulikov | Gyorskorcsolya | Férfi 500 m                  |
| Arany | Tatyjana Averina | Gyorskorcsolya | Női 1000 m                   |
| Arany | Tatyjana Averina | Gyorskorcsolya | Női 3000 m                   |
| Arany | Galina Sztyepanszkaja | Gyorskorcsolya | Női 1500 m                   |
| Arany | Nemzeti válogatott Borisz Alekszandrov Szergej Babinov Gennagyij Cigankov Alekszandr Guszev Valerij Harlamov Alekszandr Jakusev Szergej Kapusztyin Jurij Ljapkin Vlagyimir Lutcsenko Alekszandr Malcev Borisz Mihajlov Vlagyimir Petrov Vlagyimir Sadrin Viktor Salimov Alekszandr Szigyelnyikov Vlagyiszlav Tretyjak Valerij Vasziljev Viktor Zsluktov | Jégkorong      | Férfi                        |
| Arany | Irina Rodnyina Alekszandr Zajcev | Műkorcsolya    | Páros                        |
| Arany | Ljudmila Pahomova Alekszandr Gorskov | Műkorcsolya    | Jégtánc                      |
| Arany | Nyikolaj Bazsukov | Sífutás        | Férfi 15 km                  |
| Arany | Szergej Szaveljev | Sífutás        | Férfi 30 km                  |
| Arany | Raisza Szmetanyina | Sífutás        | Női 10 km                    |
| Arany | Nyina Baldicsova Zinaida Amoszova Raisza Szmetanyina Galina Kulakova | Sífutás        | Női 4 × 5 km váltó           |
| Ezüst | Jurij Kondakov | Gyorskorcsolya | Férfi 1500 m                 |
| Ezüst | Valerij Muratov | Gyorskorcsolya | Férfi 500 m                  |
| Ezüst | Vlagyimir Kovaljov | Műkorcsolya    | Férfi egyéni                 |
| Ezüst | Irina Moiszejeva Andrej Minyenkov | Műkorcsolya    | Jégtánc                      |
| Ezüst | Jevgenyij Beljajev | Sífutás        | Férfi 15 km                  |
| Ezüst | Raisza Szmetanyina | Sífutás        | Női 5 km                     |
| Bronz | Alekszandr Jelizarov | Biatlon        | Férfi 20 km egyéni indításos |
| Bronz | Valerij Muratov | Gyorskorcsolya | Férfi 1000 m                 |
| Bronz | Tatyjana Averina | Gyorskorcsolya | Női 500 m                    |
| Bronz | Tatyjana Averina | Gyorskorcsolya | Női 1500 m                   |
| Bronz | Ivan Garanyin | Sífutás        | Férfi 30 km                  |
| Bronz | Jevgenyij Beljajev Nyikolaj Bazsukov Szergej Szaveljev Ivan Garanyin | Sífutás        | Férfi 4 × 10 km váltó        |
| Bronz | Nyina Baldicsova | Sífutás        | Női 5 km                     |
| Bronz | Galina Kulakova | Sífutás        | Női 10 km                    |

## Alpesisí
Férfi
| Versenyző          | Versenyszám      | 1. futam      | 1. futam      | 2. futam | 2. futam | Összesítés | Összesítés |
| Versenyző          | Versenyszám      | Idő           | Hely.         | Idő      | Hely.    | Idő        | Helyezés   |
| ------------------ | ---------------- | ------------- | ------------- | -------- | -------- | ---------- | ---------- |
| Vlagyimir Andrejev | Lesiklás         |               |               |          |          | 1:53,61    | 44.        |
| Vlagyimir Andrejev | Óriás-műlesiklás | nem ért célba | nem ért célba | kiesett  | kiesett  | kiesett    | kiesett    |
| Vlagyimir Andrejev | Műlesiklás       | 1:07,01       | 31.           | 1:10,55  | 26.      | 2:17,56    | 25.        |

Női
| Versenyző      | Versenyszám      | 1. futam      | 1. futam      | 2. futam | 2. futam | Összesítés | Összesítés |
| Versenyző      | Versenyszám      | Idő           | Hely.         | Idő      | Hely.    | Idő        | Helyezés   |
| -------------- | ---------------- | ------------- | ------------- | -------- | -------- | ---------- | ---------- |
| Alla Aszkarova | Lesiklás         |               |               |          |          | 1:53,19    | 28.        |
| Alla Aszkarova | Óriás-műlesiklás |               |               |          |          | 1:36,86    | 32.        |
| Alla Aszkarova | Műlesiklás       | nem ért célba | nem ért célba | kiesett  | kiesett  | kiesett    | kiesett    |

## Biatlon

### 20 km egyéni indításos
A célpont egy külső és egy belső körből állt. A külső körön kívüli találat 2 perc, a külső kör találata 1 perc büntetőidőt jelentett.
| Versenyző            | Eredmény   | Helyezés | Büntetőperc | Végső eredmény | Helyezés |
| -------------------- | ---------- | -------- | ----------- | -------------- | -------- |
| Nyikolaj Kruglov     | 1:12:12,26 | 2.       | 2           | 1:14:12,26     |          |
| Alekszandr Jelizarov | 1:13:05,57 | 3.       | 3           | 1:16:05,57     |          |
| Alekszandr Tyihonov  | 1:10:18,33 | 1.       | 7           | 1:17:18,33     | 5.       |

### 4 × 7,5 km váltó
A lövéseket követően a lövőhibák számának megfelelő mennyiségű 200 m-es büntetőkört kellett teljesíteni a versenyzőknek.
| Versenyző                                                             | Eredmény   | Lövőhiba | Helyezés |
| --------------------------------------------------------------------- | ---------- | -------- | -------- |
| Alekszandr Jelizarov Ivan Bjakov Nyikolaj Kruglov Alekszandr Tyihonov | 1:57:55,64 | 0        |          |

## Északi összetett
A három ugrás közül a két legjobb pontszámát adták össze. A sífutás végén 1 perces időkülönbség 9 pontnak felelt meg.
| Versenyző          | Normálsánc | Normálsánc | Normálsánc | Normálsánc | Normálsánc | Normálsánc | Normálsánc | Normálsánc | 15 km sífutás | 15 km sífutás | 15 km sífutás | Összesítés | Összesítés |
| Versenyző          | 1. ugrás   | 1. ugrás   | 2. ugrás   | 2. ugrás   | 3. ugrás   | 3. ugrás   | Össz.      | Össz.      | 15 km sífutás | 15 km sífutás | 15 km sífutás | Összesítés | Összesítés |
| Versenyző          | Pont       | Hely.      | Pont       | Hely.      | Pont       | Hely.      | Pont       | Hely.      | Idő           | Pont          | Hely.         | Pont       | Helyezés   |
| ------------------ | ---------- | ---------- | ---------- | ---------- | ---------- | ---------- | ---------- | ---------- | ------------- | ------------- | ------------- | ---------- | ---------- |
| Nyikolaj Nogovicin | 99,5       | 8.         | 95,2       | 12.*       | 96,6       | 17.*       | 196,1      | 16.        | 49:05,97      | 210,34        | 3.            | 406,44     | 6.         |
| Valerij Kopajev    | 102,2      | 5.         | 94,4       | 18.        | 100,7      | 10.        | 202,9      | 9.         | 49:53,26      | 203,24        | 8.            | 406,14     | 7.         |
| Alekszej Baranov   | 93,7       | 16.*       | 92,0       | 21.        | 88,1       | 28.        | 185,7      | 23.        | 51:58,45      | 184,47        | 21.           | 370,17     | 23.        |

* - egy másik versenyzővel azonos eredményt ért el

## Gyorskorcsolya
Férfi
| Versenyző            | Versenyszám | Eredmény | Helyezés |
| -------------------- | ----------- | -------- | -------- |
| Vlagyimir Ivanov     | 5000 m      | 7:37,73  | 7.       |
| Vlagyimir Ivanov     | 10 000 m    | 16:16,20 | 15.      |
| Jurij Kondakov       | 1500 m      | 1:59,97  |          |
| Jevgenyij Kulikov    | 500 m       | 39,17    |          |
| Andrej Malikov       | 500 m       | 39,85    | 8.       |
| Andrej Malikov       | 1000 m      | 1:27,57  | 29.      |
| Szergej Marcsuk      | 1500 m      | 2:04,45  | 13.      |
| Szergej Marcsuk      | 5000 m      | 7:51,37  | 14.      |
| Szergej Marcsuk      | 10 000 m    | 15:43,81 | 11.      |
| Valerij Muratov      | 500 m       | 39,25    |          |
| Valerij Muratov      | 1000 m      | 1:20,57  |          |
| Szergej Rjabev       | 1500 m      | 2:02,15  | 4.       |
| Alekszandr Szafronov | 1000 m      | 1:20,84  | 4.       |
| Viktor Varlamov      | 5000 m      | 7:30,97  | 4.       |
| Viktor Varlamov      | 10 000 m    | 15:06,06 | 4.       |

Női
| Versenyző             | Versenyszám | Eredmény | Helyezés |
| --------------------- | ----------- | -------- | -------- |
| Tatyjana Averina      | 500 m       | 43,17    |          |
| Tatyjana Averina      | 1000 m      | 1:28,43  |          |
| Tatyjana Averina      | 1500 m      | 2:17,96  |          |
| Tatyjana Averina      | 3000 m      | 4:45,19  |          |
| Vera Krasznova        | 500 m       | 43,23    | 5.       |
| Ljubov Szadcsikova    | 500 m       | 43,80    | 6.       |
| Tetyana Selehova      | 1000 m      | 1:32,08  | 15.      |
| Tetyana Selehova      | 3000 m      | 4:54,03  | 14.      |
| Nyina Sztatkevics     | 1500 m      | 2:22,59  | 15.      |
| Nyina Sztatkevics     | 3000 m      | 4:53,94  | 13.      |
| Galina Sztyepanszkaja | 1500 m      | 2:16,58  |          |
| Ljudmila Tyitova      | 1000 m      | 1:30,06  | 7.       |

## Jégkorong
| Szovjet férfi jégkorongcsapat-játékoskeret                                                                               | Szovjet férfi jégkorongcsapat-játékoskeret                                                                          | Szovjet férfi jégkorongcsapat-játékoskeret                                                                                  |
| --- | --- | --- |
| - Borisz Alekszandrov - Szergej Babinov - Gennagyij Cigankov - Alekszandr Guszev - Valerij Harlamov - Alekszandr Jakusev | - Szergej Kapusztyin - Jurij Ljapkin - Vlagyimir Lutcsenko - Alekszandr Malcev - Borisz Mihajlov - Vlagyimir Petrov | - Vlagyimir Sadrin - Viktor Salimov - Alekszandr Szigyelnyikov - Vlagyiszlav Tretyjak - Valerij Vasziljev - Viktor Zsluktov |

### Eredmények
Selejtező
| 1976. február 3. 20:00 | Szovjetunió (URS) | 16 – 3 (4–0, 8–2, 4–1) | Ausztria | Innsbruck, Ausztria |

|  |  |  |  |  |
|  |  |  |  |  |
|  |  |  |  |  |
|  |  |  |  |  |

Döntő csoportkör
| 1976. február 6. 16:00 | Szovjetunió (URS) | 6 – 2 (3–0, 2–1, 1–1) | Egyesült Államok | Innsbruck, Ausztria |

|  |  |  |  |  |
|  |  |  |  |  |
|  |  |  |  |  |
|  |  |  |  |  |

| 1976. február 8. 13:00 | Szovjetunió (URS) | 16 – 1 (7–1, 6–0, 3–0) | Lengyelország | Innsbruck, Ausztria |

|  |  |  |  |  |
|  |  |  |  |  |
|  |  |  |  |  |
|  |  |  |  |  |

| 1976. február 10. 20:00 | Szovjetunió (URS) | 7 – 3 (5–2, 1–0, 1–1) | NSZK | Innsbruck, Ausztria |

|  |  |  |  |  |
|  |  |  |  |  |
|  |  |  |  |  |
|  |  |  |  |  |

| 1976. február 12. 20:00 | Finnország (FIN) | 2 – 7 (0–3, 0–1, 2–3) | Szovjetunió | Innsbruck, Ausztria |

|  |  |  |  |  |
|  |  |  |  |  |
|  |  |  |  |  |
|  |  |  |  |  |

| 1976. február 14. 20:00 | Csehszlovákia (TCH) | 3 – 4 (2–0, 0–2, 1–2) | Szovjetunió | Innsbruck, Ausztria |

|  |  |  |  |  |
|  |  |  |  |  |
|  |  |  |  |  |
|  |  |  |  |  |

Végeredmény
| Csapat           | M | Gy | D | V | G+ | G– | Gk  | P  |
| ---------------- | - | -- | - | - | -- | -- | --- | -- |
| Szovjetunió      | 5 | 5  | 0 | 0 | 40 | 11 | +29 | 10 |
| Csehszlovákia    | 5 | 4  | 0 | 1 | 17 | 10 | +7  | 8  |
| NSZK             | 5 | 2  | 0 | 3 | 21 | 24 | –3  | 4  |
| Finnország       | 5 | 2  | 0 | 3 | 19 | 18 | +1  | 4  |
| Egyesült Államok | 5 | 2  | 0 | 3 | 15 | 21 | –6  | 4  |
| Lengyelország    | 5 | 0  | 0 | 5 | 9  | 37 | –28 | 0* |

* - A Csehszlovákia-Lengyelország mérkőzés végeredménye 7–1 lett, de a csehszlovák játékosok pozitív doppingeredményt produkáltak, ezért hivatalosan 0–1 arányban a lengyelek javára írták a mérkőzést. Lengyelország azonban nem kapta meg a győzelemért járó pontokat.
- A bronzéremről az egymás elleni mérkőzéseken elért eredmények, majd a szerzett és kapott gólok átlaga döntött:

Finnország – NSZK 5–3
Egyesült Államok – Finnország 5–4
NSZK – Egyesült Államok 4–1
| Csapat           | M | Gy | D | V | G+ | G– | GA    | P |
| ---------------- | - | -- | - | - | -- | -- | ----- | - |
| NSZK             | 2 | 1  | 0 | 1 | 7  | 6  | 1,166 | 2 |
| Finnország       | 2 | 1  | 0 | 1 | 9  | 8  | 1,125 | 2 |
| Egyesült Államok | 2 | 1  | 0 | 1 | 6  | 8  | 0,750 | 2 |

| Csapat      | Helyezés |
| ----------- | -------- |
| Szovjetunió |          |

## Műkorcsolya
| Versenyző                              | Versenyszám  | Kötelező elemek   | Kötelező elemek | Rövid program     | Rövid program | Kűr               | Kűr   | Összesítés                     | Összesítés                     | Összesítés                     | Összesítés                     | Összesítés                     | Összesítés                     | Összesítés                     | Összesítés                     | Összesítés                     | Összesítés        | Összesítés        | Összesítés  | Összesítés | Összesítés |
| Versenyző                              | Versenyszám  | Kötelező elemek   | Kötelező elemek | Rövid program     | Rövid program | Kűr               | Kűr   | Helyezési pontszámok bírónként | Helyezési pontszámok bírónként | Helyezési pontszámok bírónként | Helyezési pontszámok bírónként | Helyezési pontszámok bírónként | Helyezési pontszámok bírónként | Helyezési pontszámok bírónként | Helyezési pontszámok bírónként | Helyezési pontszámok bírónként | Több. hely. száma | Több. hely. össz. | Hely. össz. | Pont       | Helyezés   |
| Versenyző                              | Versenyszám  | Több. hely. száma | Hely.           | Több. hely. száma | Hely.         | Több. hely. száma | Hely. | 1                              | 2                              | 3                              | 4                              | 5                              | 6                              | 7                              | 8                              | 9                              | Több. hely. száma | Több. hely. össz. | Hely. össz. | Pont       | Helyezés   |
| -------------------------------------- | ------------ | ----------------- | --------------- | ----------------- | ------------- | ----------------- | ----- | ------------------------------ | ------------------------------ | ------------------------------ | ------------------------------ | ------------------------------ | ------------------------------ | ------------------------------ | ------------------------------ | ------------------------------ | ----------------- | ----------------- | ----------- | ---------- | ---------- |
| Vlagyimir Kovaljov                     | Férfi egyéni | 6×3+              | 3.              | 6×7+              | 6.            | 5×4+              | 4.    | 4,0                            | 2,0                            | 4,0                            | 2,0                            | 4,0                            | 5,0                            | 3,0                            | 1,0                            | 3,0                            | 5×3+              | 11,0              | 28,0        | 187,64     |            |
| Szergej Volkov                         | Férfi egyéni | 7×2+              | 1.              | 5×6+              | 5.            | 7×9+              | 9.    | 6,0                            | 4,0                            | 6,0                            | 5,0                            | 7,0                            | 12,0                           | 2,0                            | 4,0                            | 7,0                            | 6×6+              | 27,0              | 53,0        | 184,08     | 5.         |
| Jurij Ovcsinnyikov                     | Férfi egyéni | 7×12+             | 12.             | 5×8+              | 8.            | 5×7+              | 7.    | 9,0                            | 8,0                            | 10,0                           | 8,0                            | 10,0                           | 9,0                            | 8,0                            | 5,0                            | 8,0                            | 5×8+              | 37,0              | 75,0        | 180,04     | 8.         |
| Jelena Vodorezova                      | Női egyéni   | 7×18+             | 18.             | 7×13+             | 13.           | 5×6+              | 5.    | 10,0                           | 11,0                           | 12,0                           | 12,0                           | 12,0                           | 10,0                           | 13,0                           | 12,0                           | 12,0                           | 8×12+             | 91,0              | 104,0       | 175,58     | 12.        |
| Irina Rodnyina Alekszandr Zajcev       | Páros        |                   |                 | 9×1+              | 1.            | 9×1+              | 1.    | 1,0                            | 1,0                            | 1,0                            | 1,0                            | 1,0                            | 1,0                            | 1,0                            | 1,0                            | 1,0                            | 9×1+              | 9,0               | 9,0         | 140,54     |            |
| Irina Vorobjova Alekszandr Vlaszov     | Páros        |                   |                 | 5×3+              | 3.            | 8×5+              | 5.    | 3,0                            | 3,0                            | 4,0                            | 2,0                            | 4,0                            | 5,0                            | 4,0                            | 5,0                            | 5,0                            | 6×4+              | 20,0              | 35,0        | 134,52     | 4.         |
| Marina Leonyidova Vlagyimir Bogoljubov | Páros        |                   |                 | 8×9+              | 9.            | 8×9+              | 9.    | 7,0                            | 8,0                            | 9,0                            | 8,0                            | 9,0                            | 8,0                            | 8,0                            | 10,0                           | 9,0                            | 5×8+              | 39,0              | 76,0        | 127,06     | 9.         |

| Versenyző                               | Versenyszám | Kötelező táncok   | Kötelező táncok | Eredeti (original) tánc | Eredeti (original) tánc | Kűr               | Kűr   | Összesítés                     | Összesítés                     | Összesítés                     | Összesítés                     | Összesítés                     | Összesítés                     | Összesítés                     | Összesítés                     | Összesítés                     | Összesítés        | Összesítés        | Összesítés  | Összesítés | Összesítés |
| Versenyző                               | Versenyszám | Kötelező táncok   | Kötelező táncok | Eredeti (original) tánc | Eredeti (original) tánc | Kűr               | Kűr   | Helyezési pontszámok bírónként | Helyezési pontszámok bírónként | Helyezési pontszámok bírónként | Helyezési pontszámok bírónként | Helyezési pontszámok bírónként | Helyezési pontszámok bírónként | Helyezési pontszámok bírónként | Helyezési pontszámok bírónként | Helyezési pontszámok bírónként | Több. hely. száma | Több. hely. össz. | Hely. össz. | Pont       | Helyezés   |
| Versenyző                               | Versenyszám | Több. hely. száma | Hely.           | Több. hely. száma       | Hely.                   | Több. hely. száma | Hely. | 1                              | 2                              | 3                              | 4                              | 5                              | 6                              | 7                              | 8                              | 9                              | Több. hely. száma | Több. hely. össz. | Hely. össz. | Pont       | Helyezés   |
| --------------------------------------- | ----------- | ----------------- | --------------- | ----------------------- | ----------------------- | ----------------- | ----- | ------------------------------ | ------------------------------ | ------------------------------ | ------------------------------ | ------------------------------ | ------------------------------ | ------------------------------ | ------------------------------ | ------------------------------ | ----------------- | ----------------- | ----------- | ---------- | ---------- |
| Ljudmila Pahomova Alekszandr Gorskov    | Jégtánc     | 7×1+              | 1.              | 8×1+                    | 1.                      | 9×1+              | 1.    | 1,0                            | 1,0                            | 1,0                            | 1,0                            | 1,0                            | 1,0                            | 1,0                            | 1,0                            | 1,0                            | 9×1+              | 9,0               | 9,0         | 209,92     |            |
| Irina Moiszejeva Andrej Minyenkov       | Jégtánc     | 9×3+              | 2.              | 7×2+                    | 2.                      | 9×2+              | 2.    | 3,0                            | 2,0                            | 2,0                            | 3,0                            | 2,0                            | 2,0                            | 2,0                            | 2,0                            | 2,0                            | 7×2+              | 14,0              | 20,0        | 204,88     |            |
| Natalja Linyicsuk Gennagyij Karponoszov | Jégtánc     | 7×4+              | 4.              | 6×4+                    | 4.                      | 5×4+              | 4.    | 5,0                            | 4,0                            | 3,0                            | 4,0                            | 3,0                            | 4,0                            | 4,0                            | 4,0                            | 4,0                            | 8×4+              | 30,0              | 35,0        | 199,10     | 4.         |

## Sífutás
Férfi
| Versenyző                                                            | Versenyszám     | Eredmény   | Helyezés |
| -------------------------------------------------------------------- | --------------- | ---------- | -------- |
| Nyikolaj Bazsukov                                                    | 15 km           | 43:58,47   |          |
| Nyikolaj Bazsukov                                                    | 30 km           | 1:31:33,14 | 5.       |
| Jevgenyij Beljajev                                                   | 15 km           | 44:01,10   |          |
| Jevgenyij Beljajev                                                   | 50 km           | 2:54:00,55 | 38.      |
| Ivan Garanyin                                                        | 15 km           | 44:41,98   | 4.       |
| Ivan Garanyin                                                        | 30 km           | 1:31:09,29 |          |
| Ivan Garanyin                                                        | 50 km           | 2:40:38,94 | 4.       |
| Vaszilij Rocsev                                                      | 30 km           | 1:32:39,42 | 10.      |
| Vaszilij Rocsev                                                      | 50 km           | 2:44:31,23 | 12.      |
| Szergej Szaveljev                                                    | 30 km           | 1:30:29,38 |          |
| Szergej Szaveljev                                                    | 50 km           | 2:46:01,36 | 21.      |
| Jurij Szkobov                                                        | 15 km           | 46:16,27   | 16.      |
| Jevgenyij Beljajev Nyikolaj Bazsukov Szergej Szaveljev Ivan Garanyin | 4 × 10 km váltó | 2:10:51,46 |          |

Női
| Versenyző                                                            | Versenyszám    | Eredmény   | Helyezés |
| -------------------------------------------------------------------- | -------------- | ---------- | -------- |
| Zinaida Amoszova                                                     | 5 km           | 16:33,78   | 6.       |
| Zinaida Amoszova                                                     | 10 km          | 31:11,23   | 6.       |
| Nyina Baldicsova                                                     | 5 km           | 16:12,82   |          |
| Nyina Baldicsova                                                     | 10 km          | 30:52,58   | 4.       |
| Galina Kulakova                                                      | 5 km           | 16:07,36   | kizárták |
| Galina Kulakova                                                      | 10 km          | 30:38,61   |          |
| Raisza Szmetanyina                                                   | 5 km           | 15:49,73   |          |
| Raisza Szmetanyina                                                   | 10 km          | 30:13,41   |          |
| Nyina Baldicsova Zinaida Amoszova Raisza Szmetanyina Galina Kulakova | 4 × 5 km váltó | 1:07:49,75 |          |

## Síugrás
Férfi
| Versenyző            | Versenyszám | 1. ugrás | 1. ugrás | 2. ugrás | 2. ugrás | Összesítés | Összesítés |
| Versenyző            | Versenyszám | Pont     | Hely.    | Pont     | Hely.    | Pont       | Helyezés   |
| -------------------- | ----------- | -------- | -------- | -------- | -------- | ---------- | ---------- |
| Alekszej Borovityin  | Normálsánc  | 111,3    | 20.      | 113,6    | 14.      | 224,9      | 15.        |
| Alekszej Borovityin  | Nagysánc    | 95,5     | 22.*     | 92,0     | 17.*     | 187,5      | 19.        |
| Jurij Kalinyin       | Normálsánc  | 105,5    | 28.*     | 113,2    | 15.      | 218,7      | 22.        |
| Jurij Kalinyin       | Nagysánc    | 94,0     | 27.*     | 87,5     | 25.*     | 181,5      | 24.        |
| Alekszandr Karapuzov | Normálsánc  | 112,6    | 15.**    | 114,2    | 11.*     | 226,8      | 12.        |
| Alekszandr Karapuzov | Nagysánc    | 104,9    | 9.       | 88,6     | 23.      | 193,5      | 15.        |
| Szergej Szajcsik     | Normálsánc  | 105,2    | 31.      | 108,4    | 23.      | 213,6      | 25.        |
| Szergej Szajcsik     | Nagysánc    | 101,5    | 12.      | 98,5     | 11.      | 200,0      | 11.        |

* - egy másik versenyzővel azonos eredményt ért el

** - két másik versenyzővel azonos eredményt ért el

## Szánkó
| Versenyző                      | Versenyszám | 1. futam | 1. futam | 2. futam | 2. futam | 3. futam | 3. futam | 4. futam | 4. futam | Összesítés | Összesítés |
| Versenyző                      | Versenyszám | Idő      | Hely.    | Idő      | Hely.    | Idő      | Hely.    | Idő      | Hely.    | Idő        | Helyezés   |
| ------------------------------ | ----------- | -------- | -------- | -------- | -------- | -------- | -------- | -------- | -------- | ---------- | ---------- |
| Dainis Bremze                  | Férfi egyes | 52,984   | 9.       | 52,567   | 8.       | 52,364   | 9.       | 52,661   | 9.       | 3:30,576   | 8.         |
| Vlagyimir Sitov                | Férfi egyes | 53,485   | 11.      | 53,025   | 9.       | 52,927   | 10.      | 53,133   | 11.      | 3:32,570   | 10.        |
| Aigars Krikis                  | Férfi egyes | 54,243   | 16.      | 53,415   | 11.      | 53,273   | 15.      | 53,764   | 17.      | 3:34,695   | 13.        |
| Vera Zozuļa                    | Női egyes   | 44,179   | 14.      | 42,973   | 8.       | 42,651   | 6.       | 42,858   | 3.       | 2:52,661   | 9.         |
| Dainis Bremze Aigars Krikis    | Kettes      | 43,667   | 8.       | 43,740   | 8.       |          |          |          |          | 1:27,407   | 8.         |
| Rolands Upatnieks Valdis Ķuzis | Kettes      | 43,732   | 9.       | 43,825   | 9.       |          |          |          |          | 1:27,557   | 9.         |